# Ulis 2
Pour les articles homonymes, voir Ulis.
Ulis 2 est un centre commercial situé dans les communes des Ulis et de Saint-Jean-de-Beauregard, en Essonne. Il est situé à proximité immédiate du parc d'activités de Courtabœuf et du nœud d'interconnexion entre la N118, la N104 et l'autoroute A10.
Ouvert en 1973, le centre commercial Ulis 2 a été rénové en 1998. Il est géré par le groupe Unibail-Rodamco-Westfield et draine 8,6 millions de visiteurs par an.
Le centre commercial comporte plus de soixante-dix boutiques autour d'un hypermarché Carrefour, « locomotive » du centre. Un cinéma est également implanté sur le site ainsi que des restaurants. Le centre est équipé de 3 200 places de parking.

## Galerie

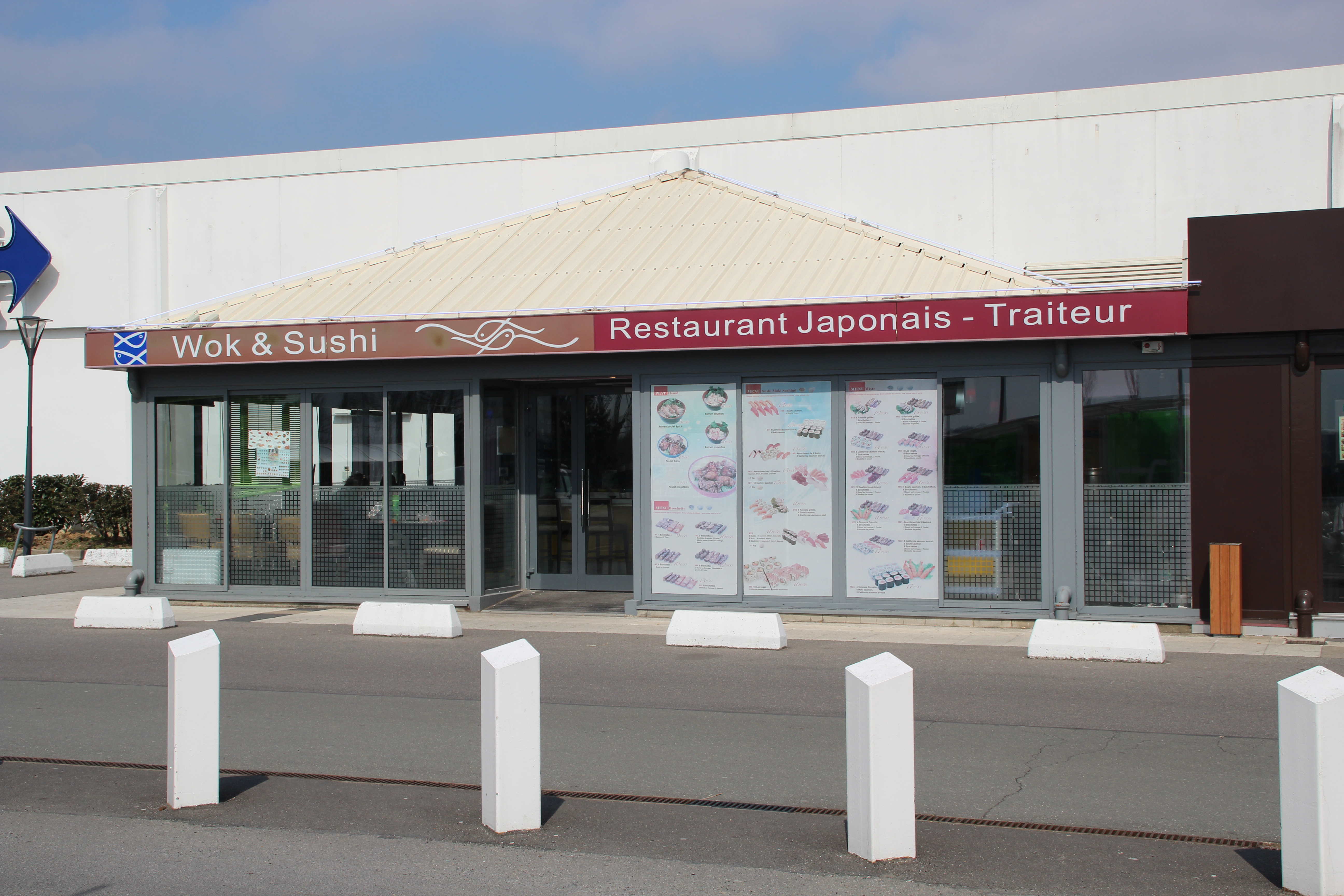
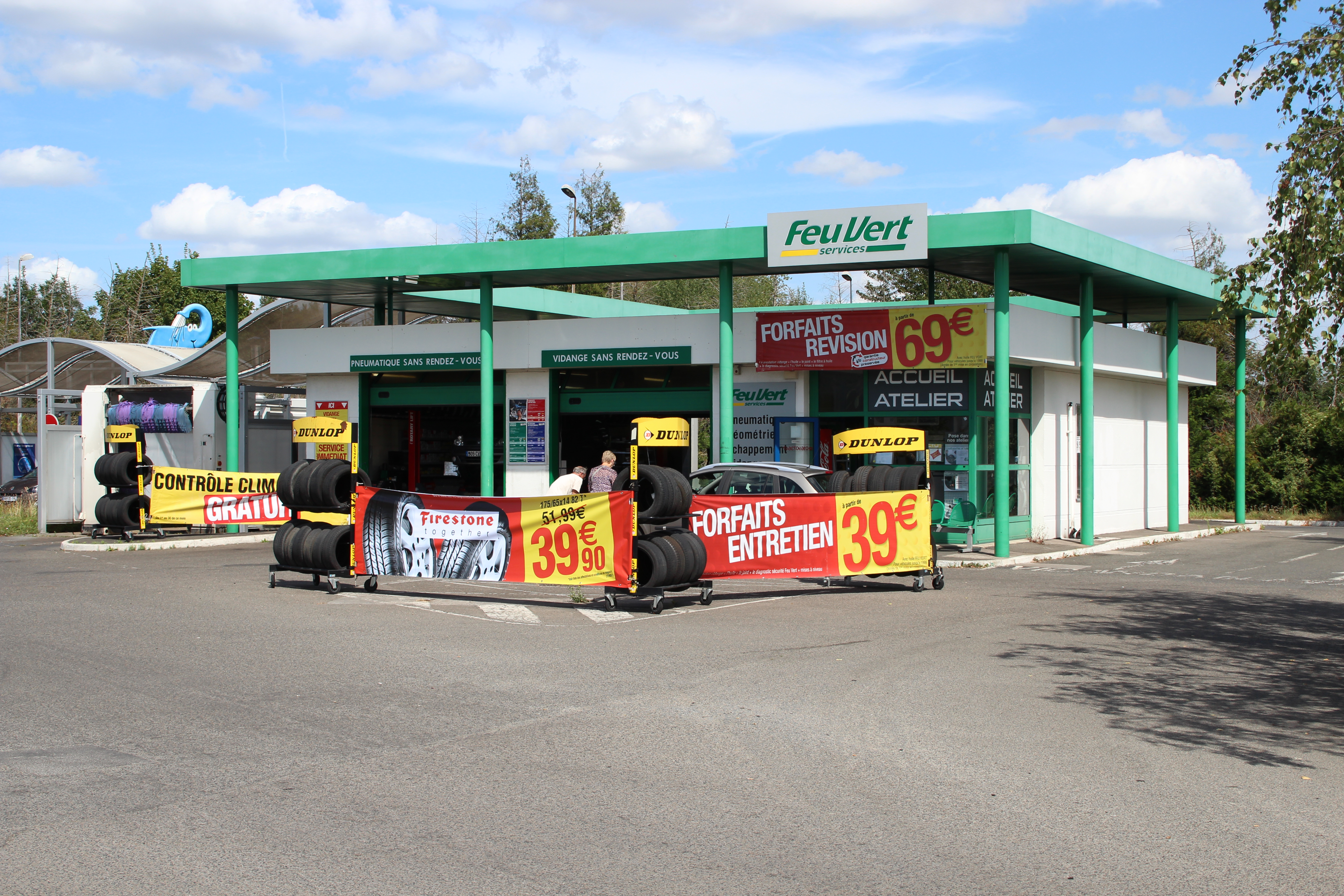